# 岩井淳
岩井 淳（いわい あつし、1968年 - ）は、日本の電子コミュニケーション学者。カナダ・トロント生まれ。情報工学と社会学を背景に、主に意思決定支援システムの研究を行う。匿名コミュニケーション、社会的選択理論、ストレス理論に関連した支援法を中心とする。群馬大学社会情報学部教授。

## 来歴・人物
情報工学を専攻後、社会学を学びつつ複合領域として意思決定支援の研究を開始した。博士課程では指導教員の今田高俊に異動が生じ、行動を共にするため一旦退学し再入学している。
- 1992年　東京工業大学工学部情報工学科卒業
- 1993年　中華人民共和国 清華大学留学
- 1995年　東京工業大学大学院理工学研究科情報工学専攻修士課程修了
- 1996年　東京工業大学大学院理工学研究科社会工学専攻博士課程中退
- 1997年　東京工業大学大学院社会理工学研究科価値システム専攻博士課程中退
- 1997年　東京工業大学大学院社会理工学研究科価値システム専攻助手
- 1998年　弘前大学人文学部講師
- 2000年　弘前大学人文学部助教授
- 2002年　博士（学術）、東京工業大学
- 2002年　群馬大学社会情報学部助教授
- 2007年　群馬大学社会情報学部情報行動学科准教授

## 研究テーマ

### 匿名保証型の意思決定支援システム
参加者に匿名性を保証する型の意思決定支援システムの研究を行う。都市レベルの大規模な意思決定支援を最終目標とする。2003年に投票の匿名性水準をクロード・シャノンの情報理論に対応づけて測定する技法を発表した。2007年に米国でコンピュータネットワークのセキュリティ研究の一つとして同様の技法が提案されるが、岩井の提案はこれに先立つものである。

### 社会的選択理論の情報学的展開
アジア人として初めてノーベル経済学賞を受賞したアマルティア・センの社会的選択理論を日本に紹介する活動に力を入れる。この分野でセンの主著とされる『集合的選択と社会的厚生』の訳者の一人でもある。一方で、従来の社会的選択理論が可能と不可能の定性的議論に着目しがちである問題に対し、2012年にシャノンの情報理論の定量性を取り入れる「社会的選択理論の情報学的展開」を提案した。

### ストレス理論と意思決定支援研究の接合
1997年に東京大学医学系研究科教員の山崎喜比古とともにアーロン・アントノフスキーの健康生成理論と中心概念SOC(Sense of Coherence)を日本に紹介する研究を行った。同理論は、ストレス源自体を健康な人生を構成する一つの要因と位置づける特徴がある。また、集団的ストレス対応の視点を含む点で集団的意思決定の問題に関わる。自殺抑止の問題にも関連する。

## 著書
- 「プロセスモデルHFSPにおける実行状態の動的制御の基礎」: 『ソフトウェア工学の基礎』（近代科学社，1996年）
- 「インターネット検索法」: 今田高俊編『社会学研究法---リアリティの捉え方）』（有斐閣，2000年）
- 「なぜ自殺するのか」 他: 日本数理社会学会編『社会を＜モデル＞でみる---数理社会学への招待』（勁草書房，2004年）
- 「政策決定のための幸福指標は実現するか」 : 今田高俊・舘岡康雄編『シナジー社会論』（東京大学出版会，2014年）

## 訳書
- アマルティア・セン著『集合的選択と社会的厚生』（共訳，勁草書房，2000年）
- アーロン・アントノフスキー著『健康の謎を解く---ストレス対処と健康保持のメカニズム』（共訳，有信堂，2001年）

## 所属学会
- 日本情報処理学会
- 日本ソフトウェア科学会
- 日本社会学会
- 数理社会学会
- 社会情報学会
- 日本経営情報学会
- 日本情報文化学会
- 日本保健医療社会学会
- 現代中国学会　（他）